# ودیور
ودیور (انگلیسی: Vedior) شرکت مدیریت منابع انسانی هلندی است، که در سال ۱۹۹۸ تأسیس شد.